# Lliga Catalanista de Reus
La Lliga Catalanista de Reus va ser una organització catalanista sorgida de l'Associació Catalanista de Reus el 1900
Els elements més joves del catalanisme reusenc trobaven que l'actuació de l'Associació Catalanista havia entrat en decadència, i interessats a participar en el moviment catalanista decidiren crear una nova organització. El 7 de gener de 1900 van elegir una Junta directiva, formada per Marià Pellicer com a president, Antoni Abelló, vicepresident, Xavier Gambús, secretari, Joan Oliva, Miquel Barberà, Francesc Cubells, Josep Nolla, Camil Òdena i altres, Junta que es renovava cada any. Des d'un primer moment van acordar adherir-se a la Unió Catalanista. No era una ruptura de l'Associació Catalanista, segons Tous, sinó que es tractava de dinamitzar-ne les activitats per part dels membres més entusiastes. La Lliga Catalanista es va fundar als locals de l'Associació Catalanista al raval de sant Pere, 14, locals que van compartir durant uns quants mesos, fins que es van traslladar a cal Cardenyes, al carrer de Jesús número 1.

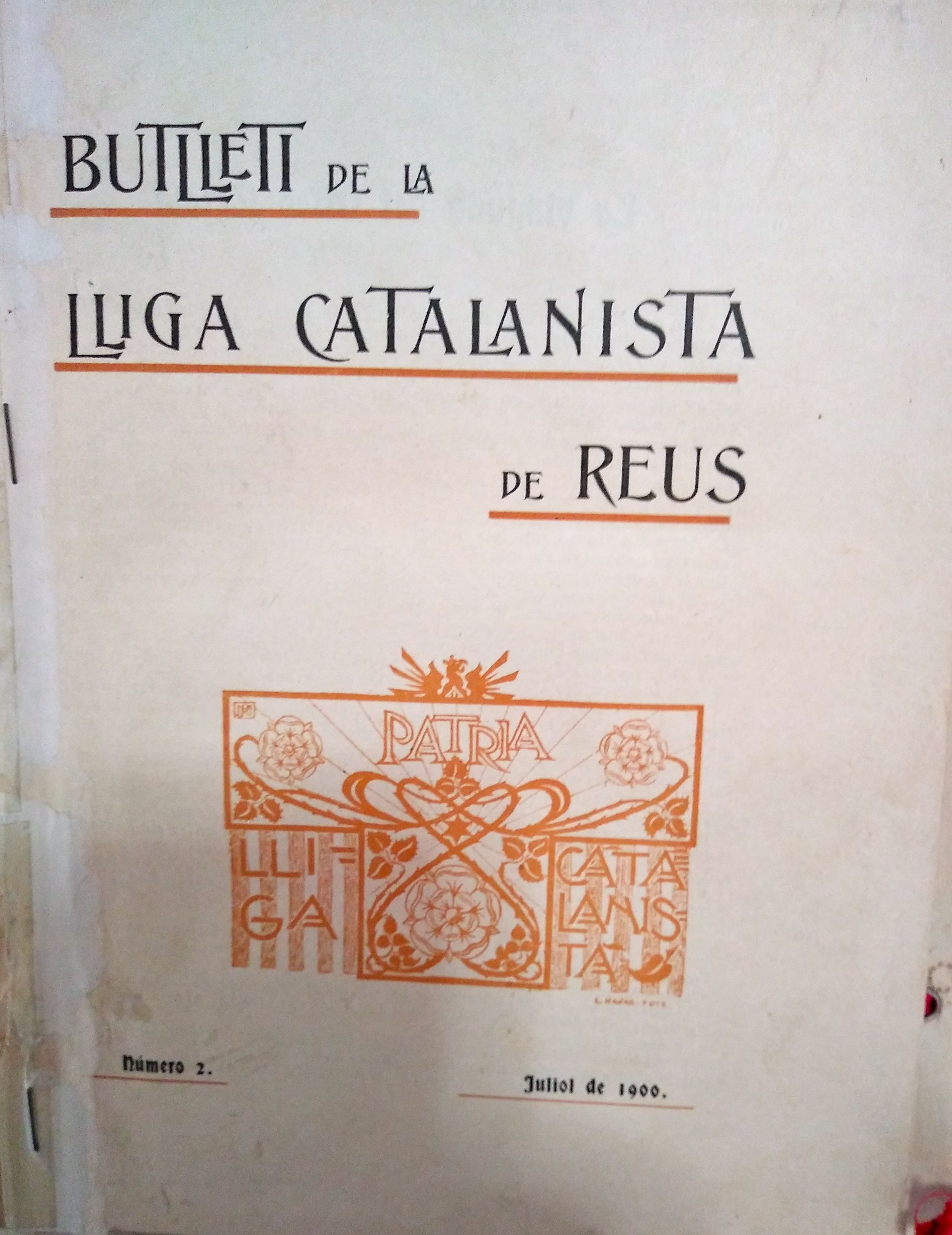
Portada del Butlletí de la Lliga Catalanista de Reus

Va publicar un Butlletí de la Lliga Catalanista a partir del febrer de 1900, de sortida irregular i de curta existència. Parlava majoritàriament de les activitats de l'entitat i el contingut ideològic va ser poc significatiu. Se'n conserven tres números, els 2, 4 i 5, de juliol, setembre i desembre de 1900. Era de petit format i constava de vuit pàgines. Tot el contingut era anònim excepte una "Carta" que enviava des de Barcelona Josep Gaya i Busquets. Publicava una secció, "Noves", on donava compte de la situació del catalanisme al Principat. El setembre de 1901, la Lliga Catalanista es va fer càrrec del periòdic Lo Somatent i tota la redacció del Butlletí passà al nou diari.
L'acte amb el qual va engegar les seves activitats va ser organitzar l'actuació al Teatre Fortuny de Reus de l'Orfeó Català. El Butlletí ressenyava: «se van cantà Els Segadors innombrables vegades, se va cantà la Marsellesa se van donar tots els visques que'ns poden enaltir». Hi va haver aldarulls promoguts per sectors que no volien que es cantessin Els Segadors. Segons Santasusagna aquests sectors eren federalistes. Les actuacions de la Lliga Catalanista no van diferir gaire en contingut dels de l'Associació Catalanista, que amb la sortida del sector jove, va anar desapareixent. Celebraven conferències, participaven en concentracions catalanistes d'altres comarques i realitzaven accions propagandístiques. Les actuacions de la Lliga van declinar a partir del 1903, tot i que el 1906, junt amb el Partit Federal van formar una nova entitat, important per al republicanisme reusenc, el Foment Nacionalista Republicà. El 1903 va desaparèixer Lo Somatent a conseqüència de la crisi de la Lliga Catalanista, provocada per l'enfrontament del sector conservador format entre altres per Nicolau Gausset i Domènec Segimon, amb els partidaris d'un catalanisme més radical, liderat per Pere Cavallé i Xavier Gambús. Aquests dos últims, amb una gran influència dels modernistes (formaven part del Grup modernista de Reus) van editar el gener de 1905 la revista Pàtria Nova, que va veure la llum fins al juliol de 1906. Això sembla indicar que el sector més radical de la Lliga Catalanista havia aconseguit el control de l'organització.